# IJskristal

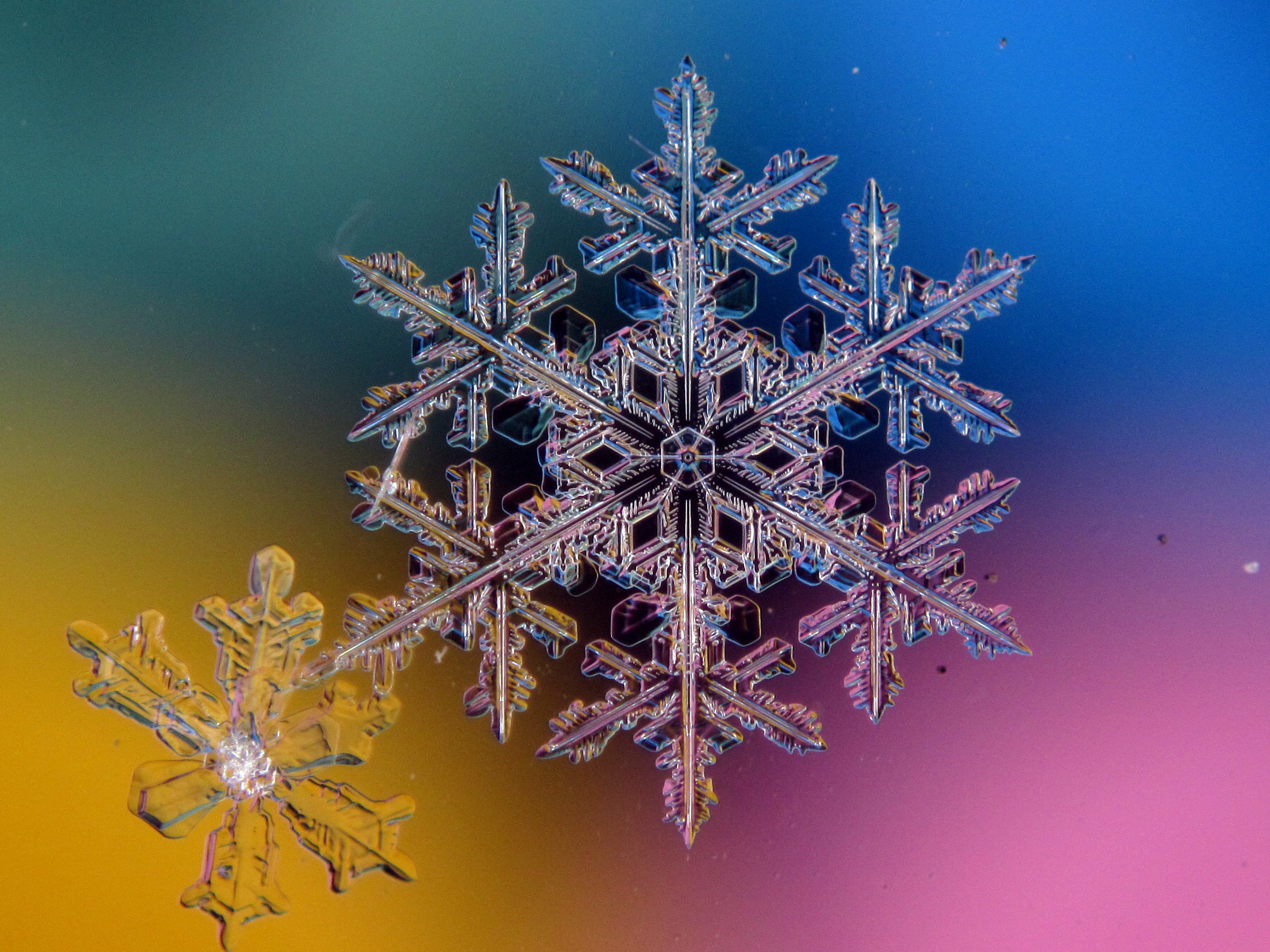
IJskristallen, uitvergroot.

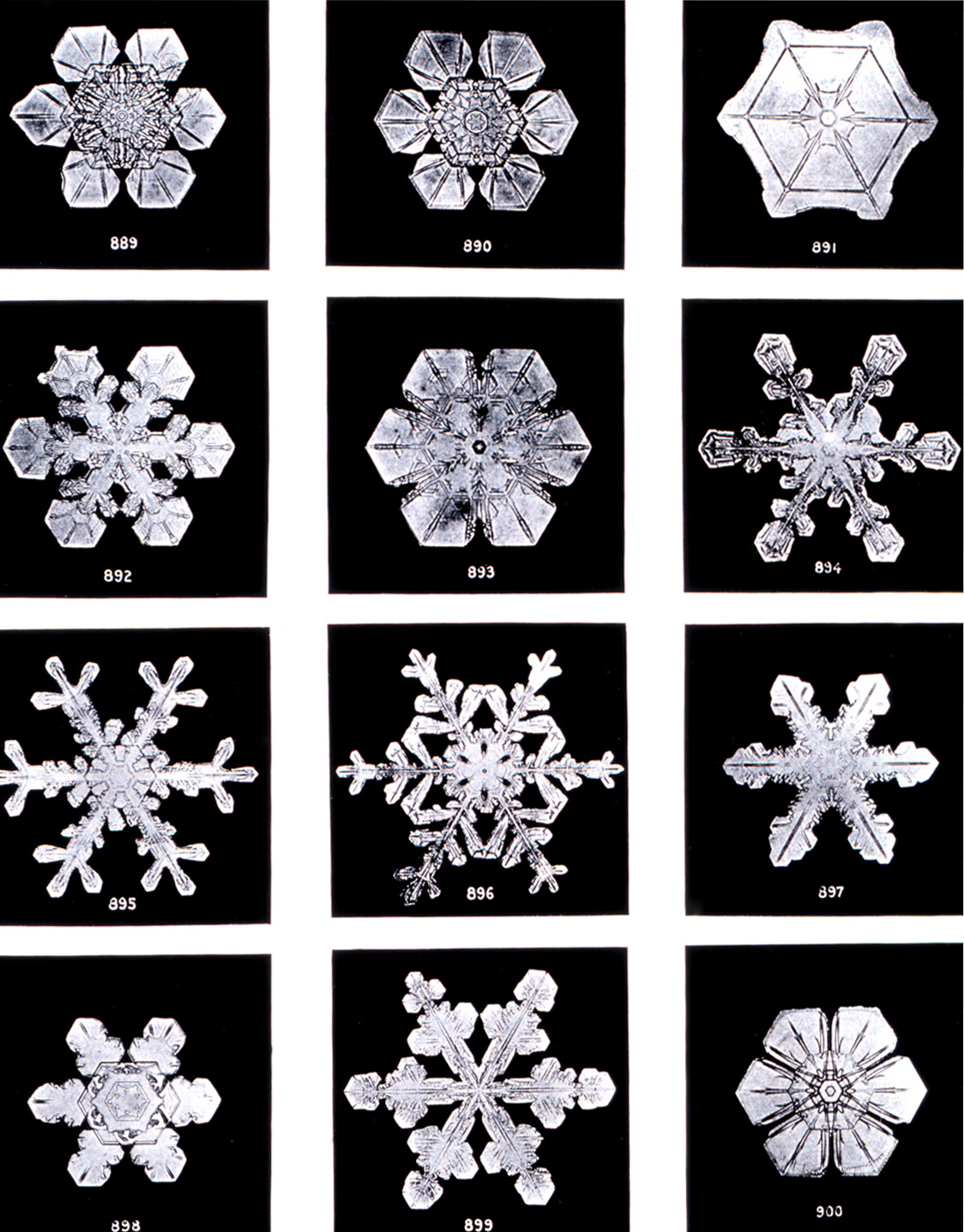
IJskristallen, in 1902 gefotografeerd door de amateurweerkundige Wilson Bentley

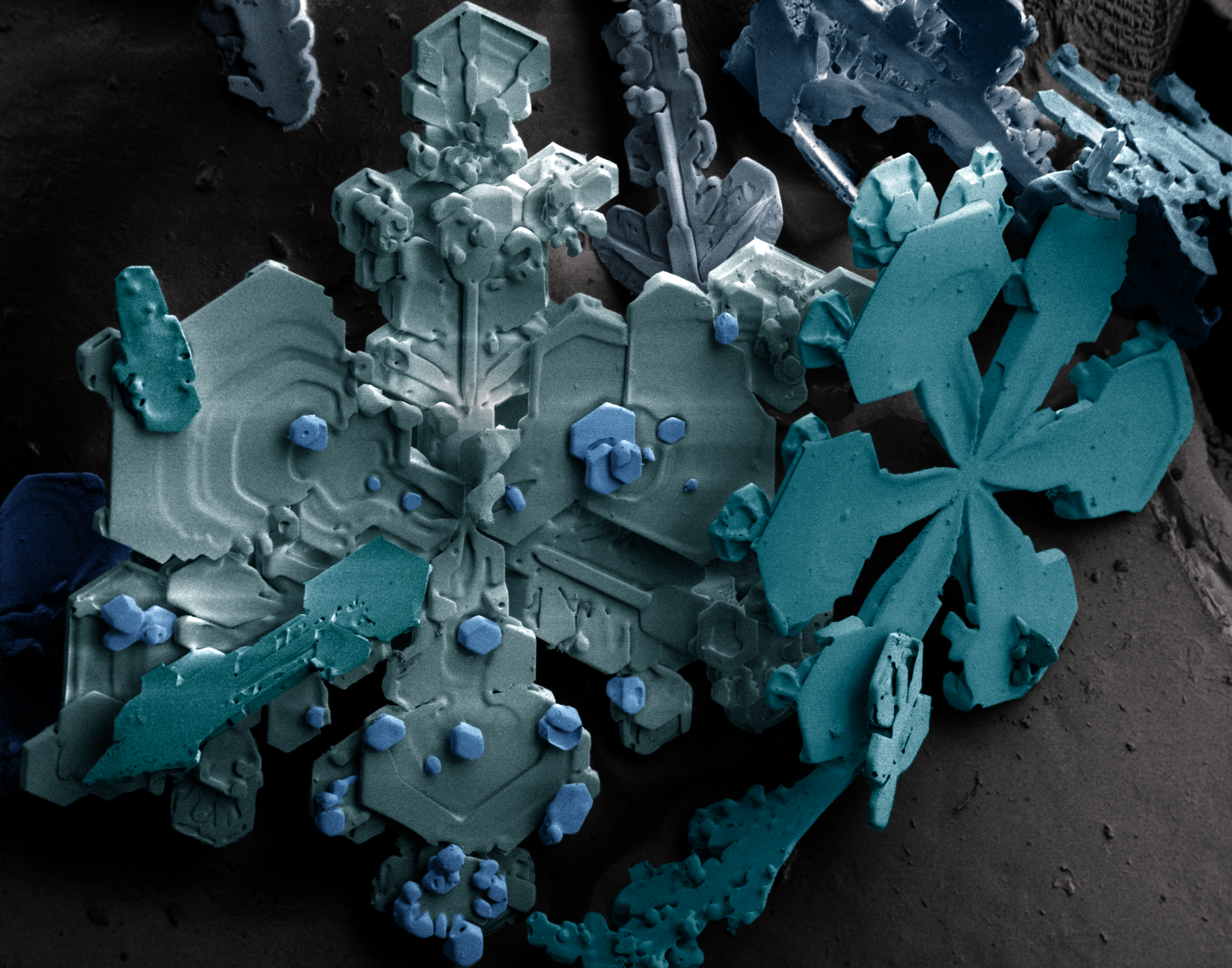
IJskristal met duidelijk zichtbare dendrieten, uitvergroot met een rasterelektronenmicroscoop.

Een ijskristal of sneeuwkristal is een kristal, een helder en regelmatig gevormd deeltje van ijs (bevroren water). IJskristallen worden gevormd in koude lucht die oververzadigd is met waterdamp, en vormen zo de wolken.
In meteorologische termen is een sneeuwkristal één enkel ijskristal, waar een sneeuwvlok (deeltje dat tijdens sneeuwval neerslaat) een klomp van meerdere sneeuwkristallen aan elkaar gevormd is.

## Kristallisatie
Het ontstaan van een ijskristal begint met een stofdeeltje. Zo'n stofdeeltje wordt een ent genoemd. Het kan zout, zand, een kleideeltje, vulkanische as of industrieel stof zijn. Hieraan hechten de watermoleculen zich als kristallietjes. Het bijzondere van de vorming is dat de watermoleculen verschillend reageren op verschillende stoffen. Zo vormt bij zilverjodide (om kunstmatig regen- of sneeuwbuien op te wekken) een kristal zich bij een temperatuur van 4 °C, maar bij de kleisoort vermiculiet gebeurt dat pas bij -15 °C.
Het nieuw ontstane kristal wordt nu in de wolk rond geblazen. Hierdoor botsen de ijskristallen met elkaar en klonteren ze samen. Doordat in de wolk de temperatuur en de luchtvochtigheid verschillen, ontstaan er almaar andere kristallen, zoals staafjes of zeshoekige platen.

## Kristalstructuur
De meeste ijskristallen zijn niet zo mooi als op foto's getoond wordt. De meeste zijn al in de lucht samengeklonterd. Het samenklonteren gebeurt al bij een temperatuur van -10 °C.
De zeshoekige vorm van een enkele sneeuwkristal ontstaat doordat watermoleculen zich rangschikken in een zestallig patroon. Deze hexagonale kristalstructuur leidt tot een zo klein mogelijke vormingsenergie van het kristal.
Er zijn echter wel meerdere vormen mogelijk: platen, naalden, zeshoekige kolommen en hagel. De vorm is afhankelijk van de luchtvochtigheid, temperatuur en luchtdruk. Om ijskristallen te maken zijn microscopisch kleine enten (stofdeeltjes) in de lucht nodig, zoals zout, zand, kleideeltjes, vulkanische as of roetdeeltjes. Deze enten fungeren als vrieskern waaraan zich watermoleculen vasthechten; bij een voldoende lage temperatuur zal de overgang plaatsvinden van waterdruppel naar ijskristal.
De vertakkingen op een ijskristal worden dendrieten genoemd, naar het Griekse woord dendron voor boom. Ook dit heeft een exacte conditie nodig om te ontstaan. Als de omstandigheden goed zijn ontstaan de vertakkingen doordat rondom ijs en dus ook rondom ijskristallen de luchtvochtigheid erg laag is. Men kan dan voorstellen dat een onzichtbaar kringetje rondom het kristal zit. Buiten dat kringetje is de luchtvochtigheid hoger. De punten van het kristal liggen dichter bij de rand van het kringetje. De watermoleculen krijgen dus daar eerder de kans om zich te hechten dan op het platte gedeelte omdat het platte gedeelte simpelweg verder van de watermoleculen ligt.
Omdat de vorm van het kristal vanaf het begin al zeshoekig is en dus alle hoeken vanaf het begin even ver van de luchtvochtigheid vandaan liggen, is er geen voorkeur en groeien alle punten gelijk. De vorm wordt dus gelijk.

## Onderzoek

### Geschiedenis
In 1611 onderzocht de Duitse astronoom Johannes Kepler de vorm van ijskristallen. In zijn De Nive Sexangula Stellata (Over de Zeshoekige Sneeuwvlok) stelde hij de vraag waarom ijskristallen altijd zeshoekig van vorm zijn. Hij bedacht een theorie dat het te maken heeft met bollen die als je ze dicht opstapelt ook zo'n structuur te zien geven. Hij realiseerde zich dat hij niet de middelen had om het goed te kunnen onderzoeken.
In 1665 schetste de Engelse sterrenkundige, natuurkundige en architect Robert Hooke ijskristallen in zijn Micrographia met behulp van een microscoop.
De Amerikaanse boer en microfotograaf Wilson A. Bentley (1865-1931) fotografeerde zo'n vijfduizend ijskristallen. Daarvan publiceerde hij er tweeduizend. Een aantal van Bentley's foto's zijn te zien in M. G. J. Minnaert's De natuurkunde van 't vrije veld (Deel 2: Geluid, warmte, elektriciteit).

### Mysterieus
Het ijskristal heeft nog steeds niet alle geheimen prijsgegeven. Er wordt nog steeds onderzoek verricht door verschillende laboratoria (met name in de Verenigde Staten). De laatste jaren gaat de ontwikkeling razendsnel. Men kan tegenwoordig een klimaatkamer met gecontroleerde omstandigheden creëren. Hierdoor is ontdekt dat bij verschillende luchtvochtigheid en temperatuur verschillende vormen kristallen gevormd worden. Een recent resultaat is dat, ingeklemd tussen twee laagjes grafeen, ijs kubische kristallen kan vormen.

## Soorten ijskristallen

Faseovergangen en -toestanden van water.

Afhankelijk van de omstandigheden tijdens het vormingsproces zullen verschillende soorten ijskristallen vormen. Denk hierbij aan bijvoorbeeld temperatuur, luchtvochtigheid, druk, initiële aggregatietoestand en snelheid. Bekende voorbeelden van ijskristallen in de natuur zijn:
- IJsbloem; vormen op een oppervlakte onder een fenomeen dat ruige rijp heet.
- IJsnaald; kleine, lange en dunne vorm, welke te zien is bij poolsneeuw.
- IJzel; onderkoelde regen, die bij aanraking van een voorwerp of oppervlakte, in ijs overgaat.
- Sneeuwvlok

Voorbeelden van ijskristallen
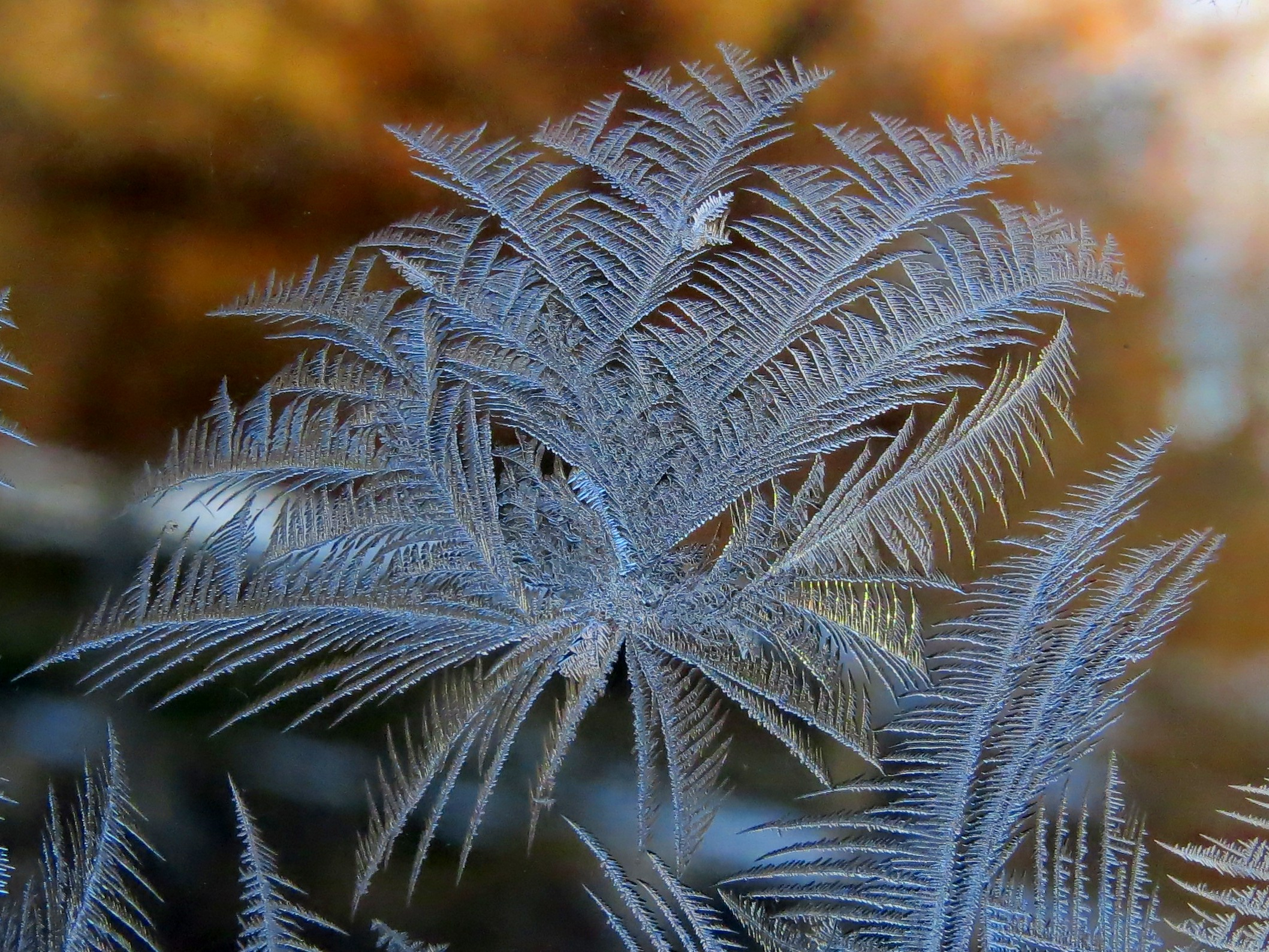
IJsbloem met een centrale kern.
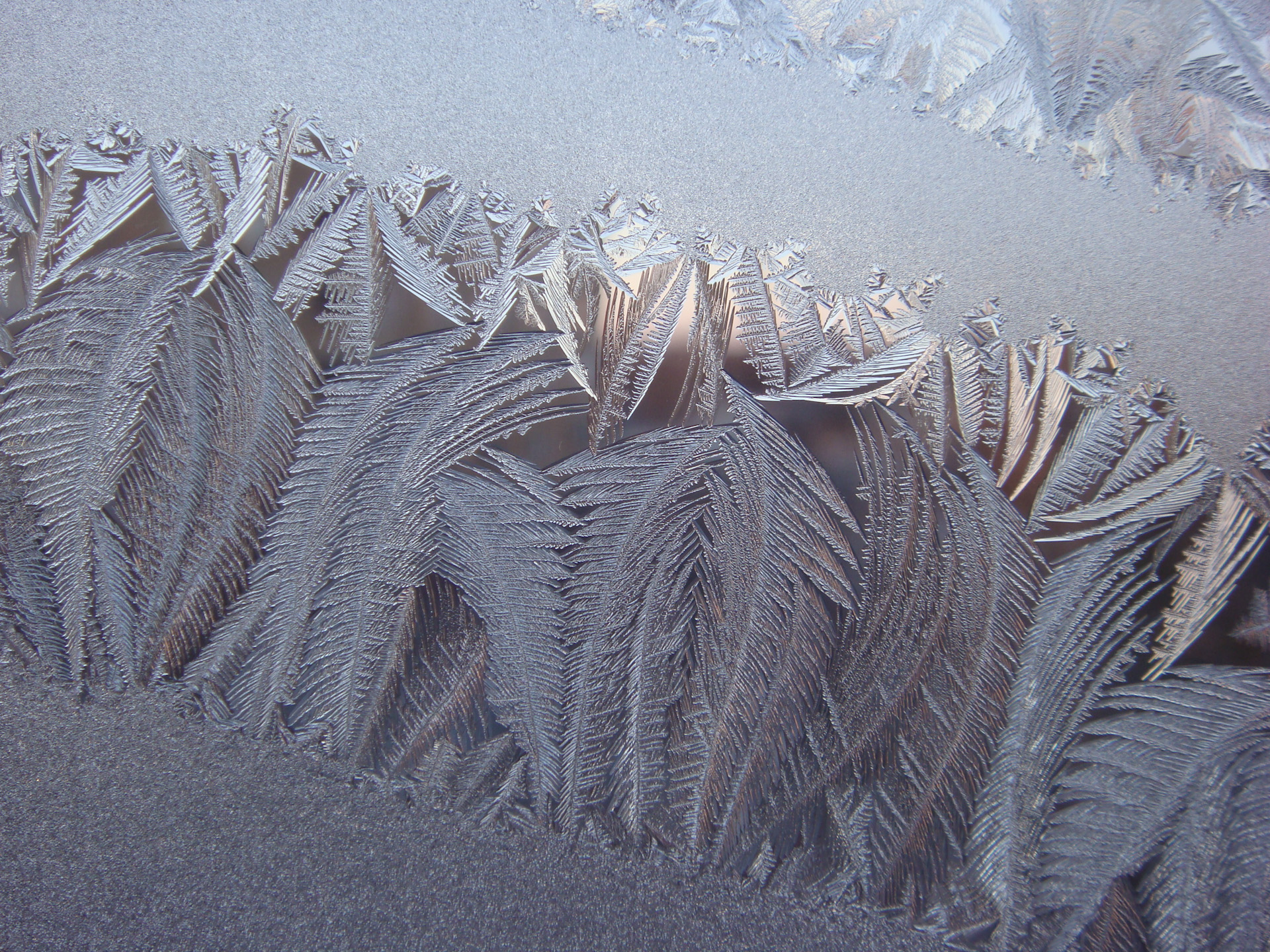
IJsbloemen gevormd in een voorkeursoriëntatie, in dit geval omhoog.
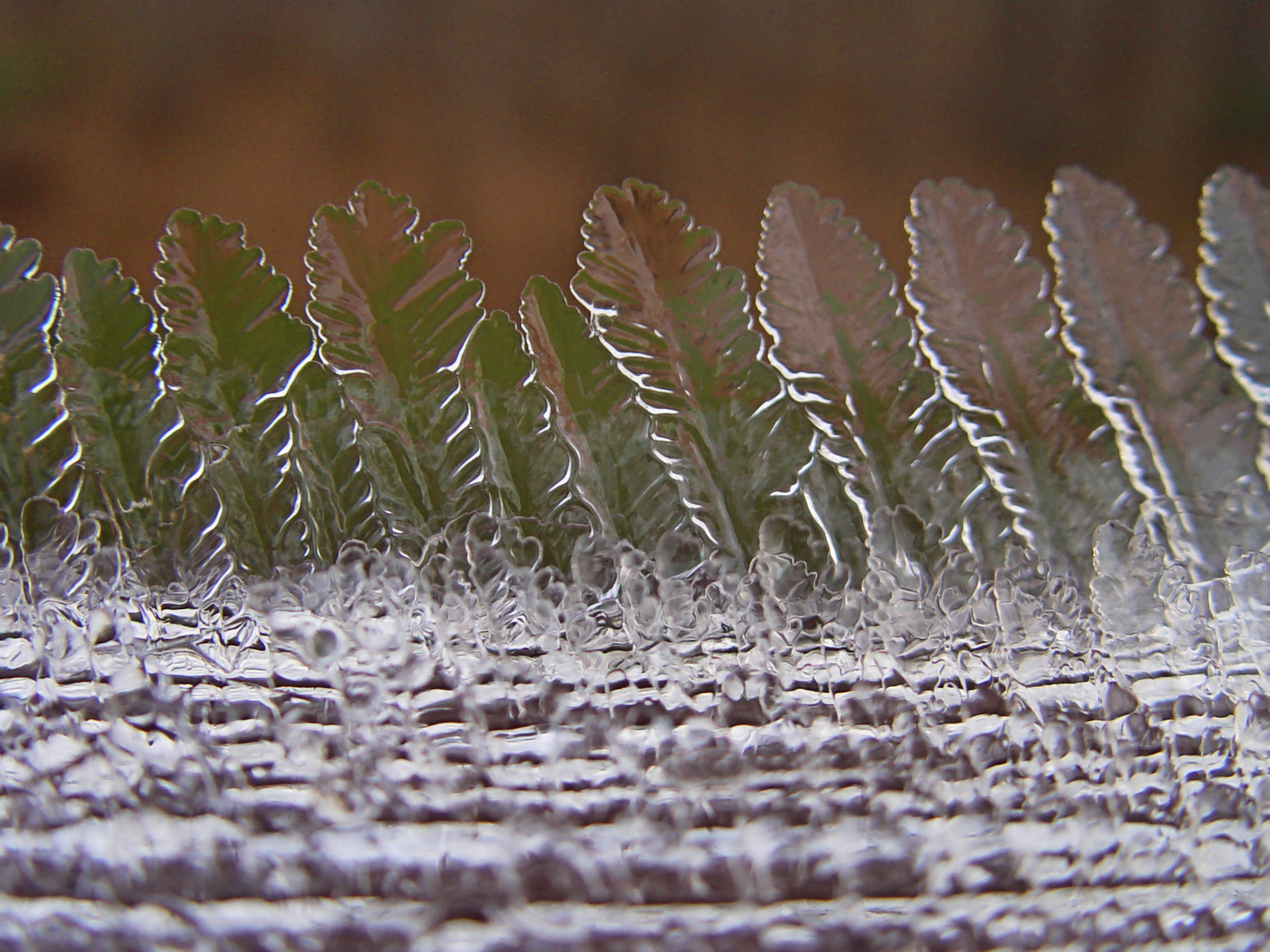
Dendritische ijskristallen in verticale richting.
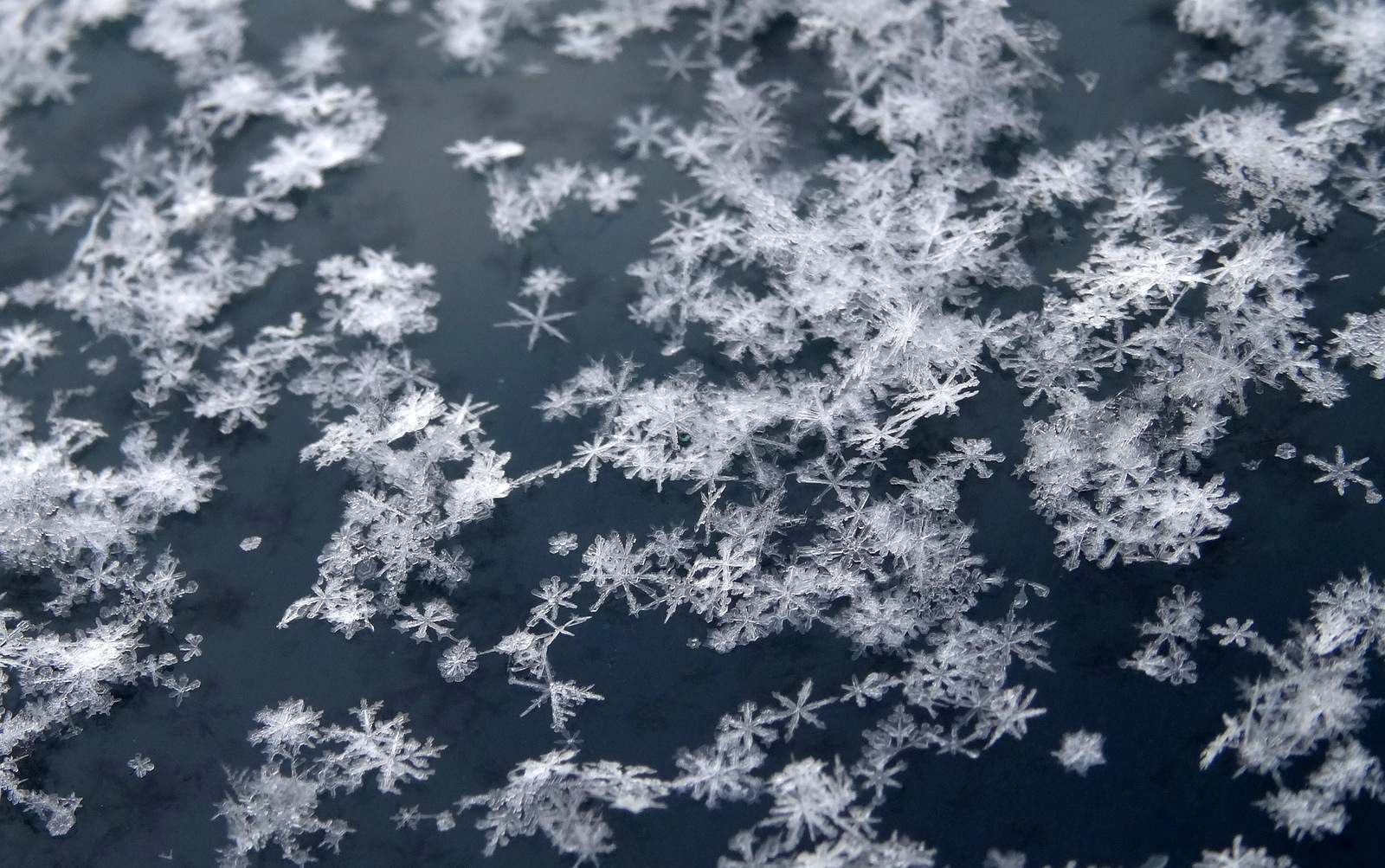
Sneeuwvlokken op een windscherm.
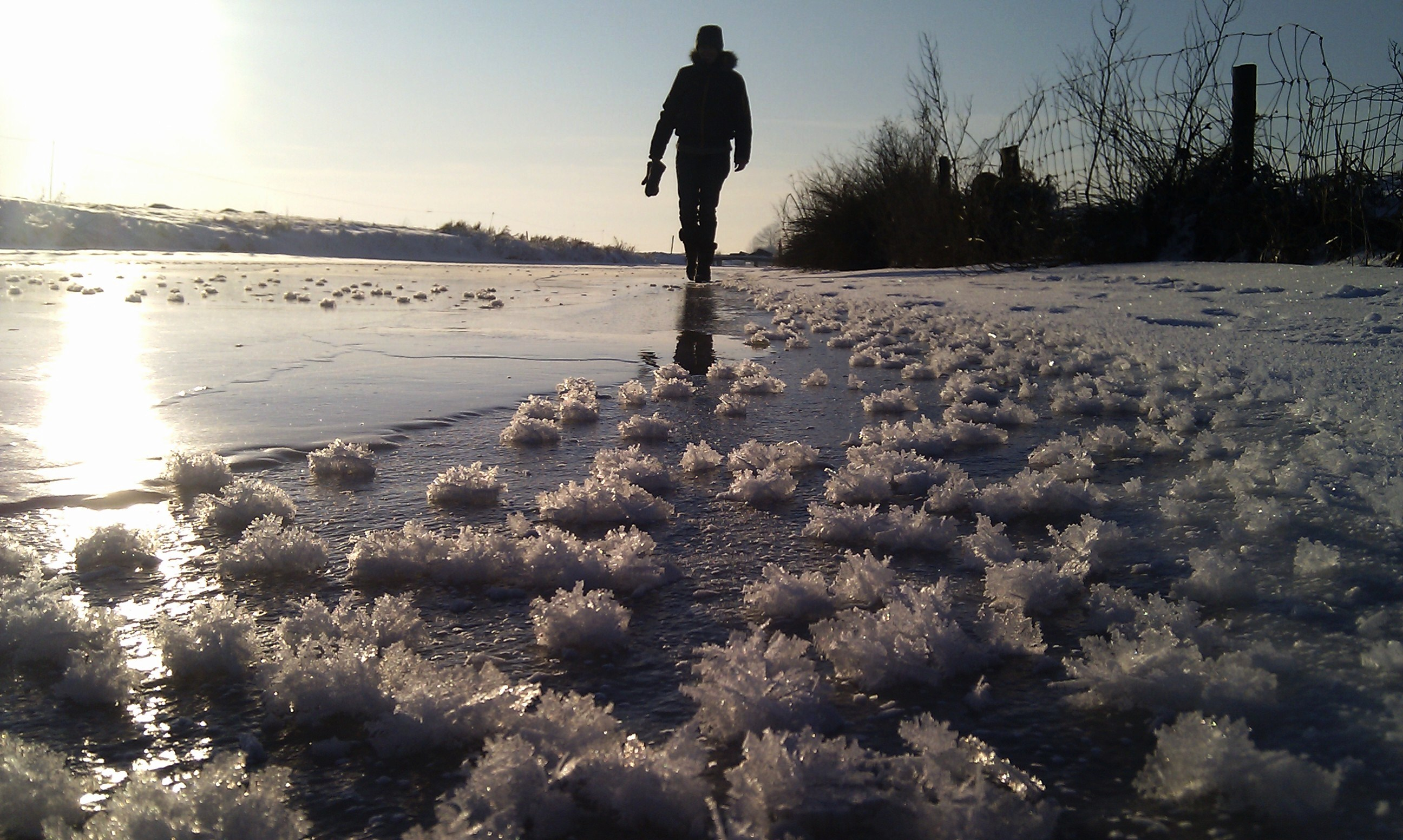
Grote ijskristallen op een dichtgevroren sloot.
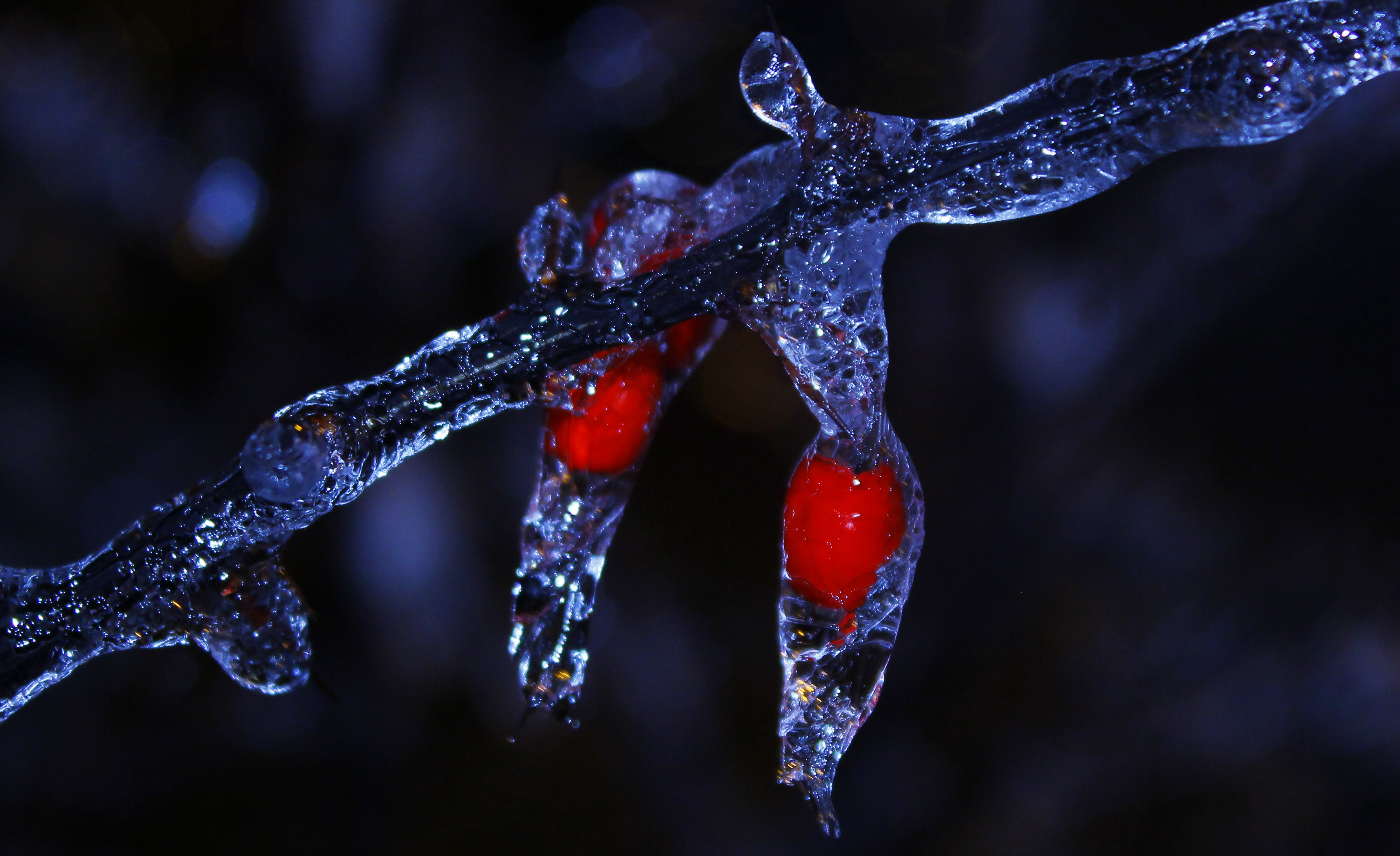
IJskristallen gevormd rondom een berberis-takje
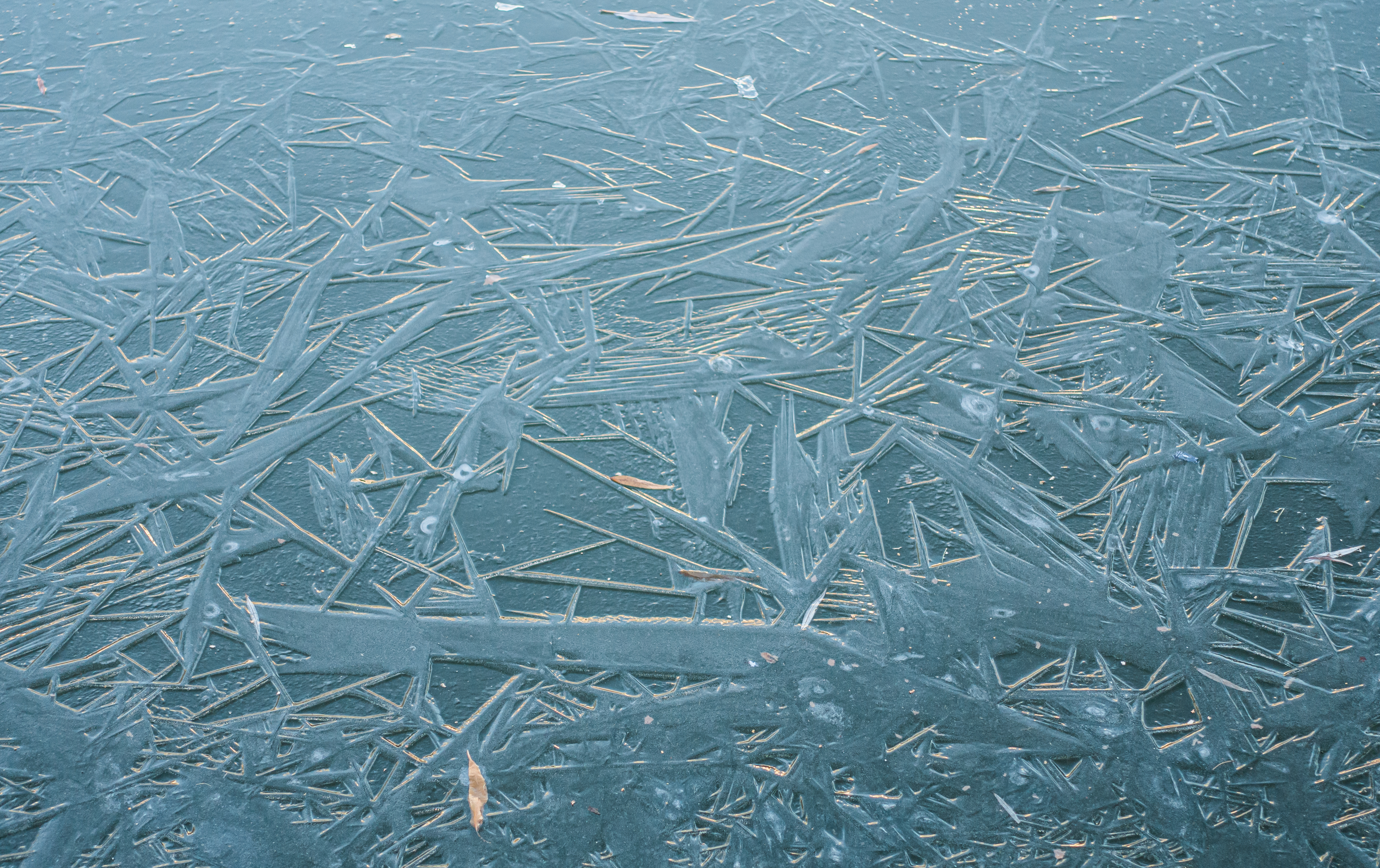
IJskristallen binnen in het natuurijs over een sloot gevormd.
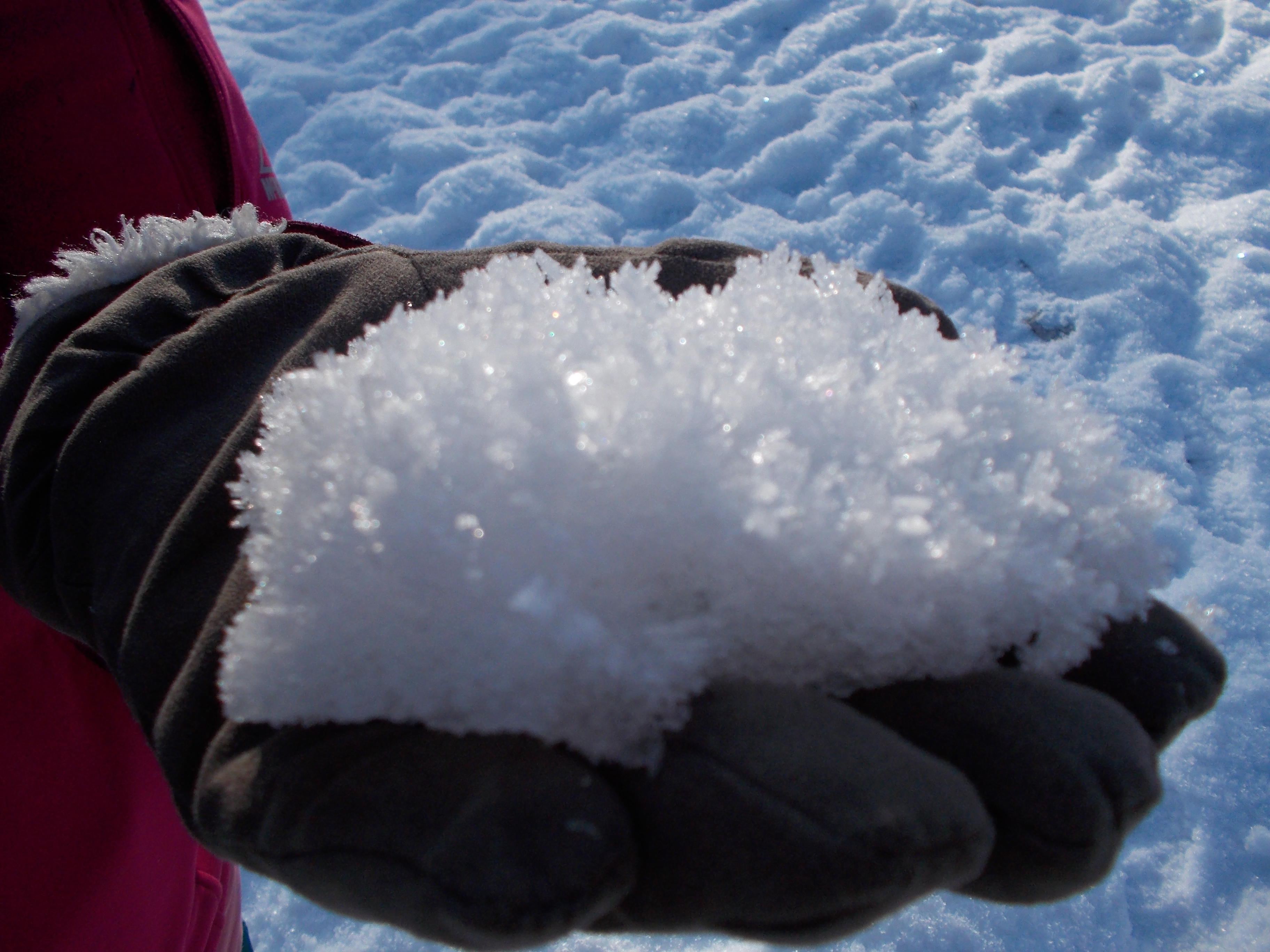
IJskristallen op een stuk sneeuw.
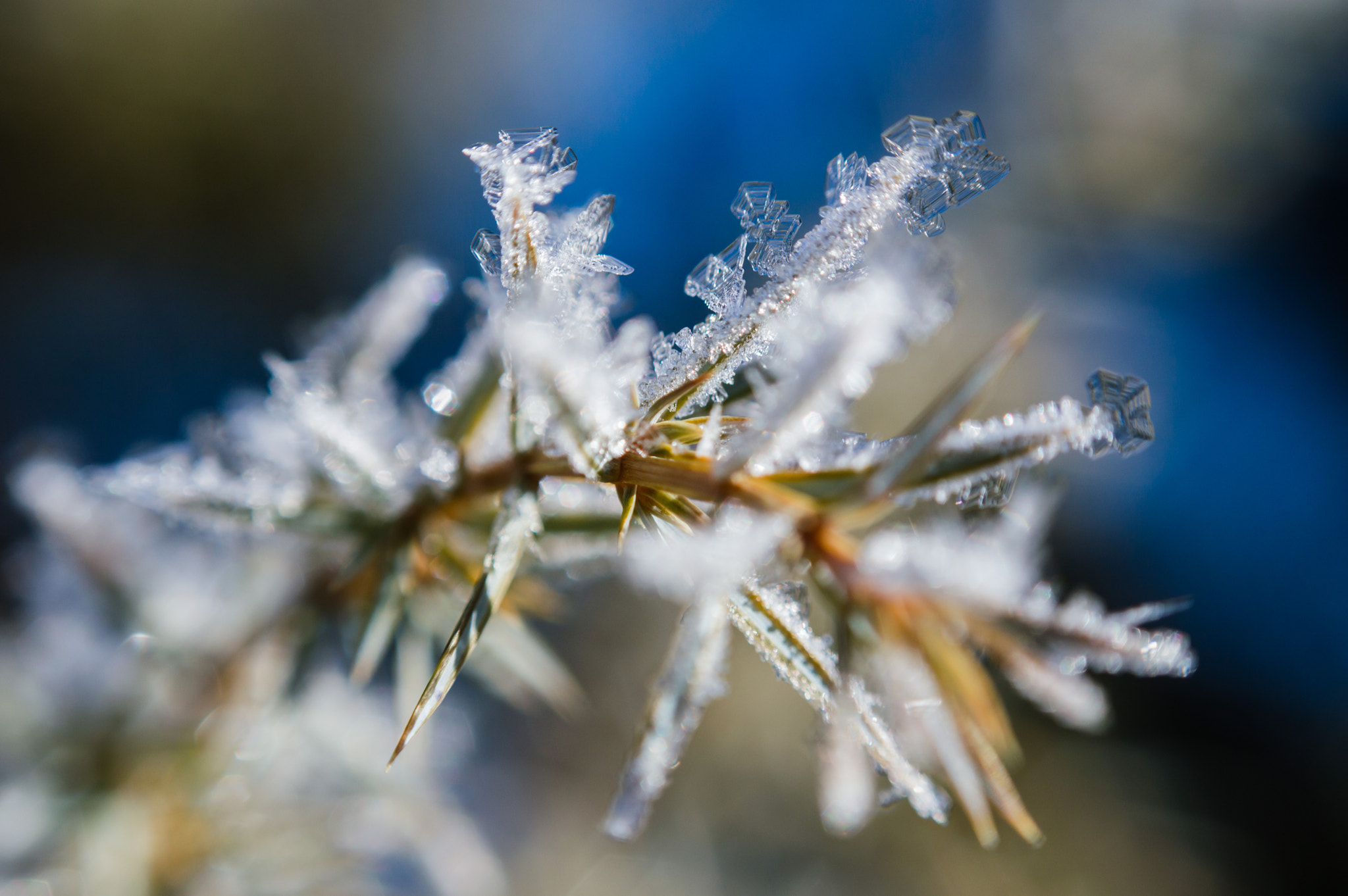
IJskristallen rondom een takje.